# Yo-kai Watch 4
Yo-kai Watch 4 (妖怪ウォッチ4 : ぼくらは同じ空を見上げている, en français Yo-kai Watch 4 : Nous levons tous les yeux vers le même ciel") est un jeu vidéo d'action et de rôle développé et publié par Level-5 pour la Nintendo Switch. Comme son nom l'indique, il s'agit du quatrième jeu de la série principale de jeux vidéo Yo-kai Watch ; contrairement au précédent jeu Yo-kai Watch 3, il n'est initialement sorti qu'en une seule version au Japon en juin 2019. Une version améliorée intitulée Yo-kai Watch 4++ est sortie sur Nintendo Switch et PlayStation 4 au Japon en décembre 2019, puis le 2 août 2023 en Chine.
Comme pour les autres jeux de la série, le personnage principal possède la Yo-kai Watch éponyme, un appareil qui lui permet de voir, de se lier d'amitié et d'invoquer des créatures appelées Yo-kai. Yo-kai Watch 4 se déroule sur trois périodes distinctes. Les personnages des trois premiers jeux, dont Nathan Adams et Katie Forester, sont dans une période. Une autre période est définie 30 ans après les autres jeux de la série principale, en utilisant des personnages jouables qui ont été introduits dans le film Yo-kai Watch Shadowside : Oni-ō no Fukkatsu, dont Alizée Adams, la fille de Nathan Adams et Katie Forester. La dernière période se déroule dans les années 1960, environ 30 ans avant les autres jeux, avec des personnages du film Yo-kai Watch : Forever Friends, dont Jules.

## Système de jeu
Le jeu se déroule dans trois mondes distincts, chacun associé à l'un des personnages principaux : Alizée (30 ans après les trois premiers jeux), Nathan (personnage présent dans les trois premiers jeux) et Jules (30 ans avant les trois premiers jeux).
Yo-kai Watch 4 introduit un nouveau système de mouvement 3D en itinérance libre qui s'apparente davantage aux jeux RPG 3D standard, contrairement aux jeux précédents qui étaient d'une perspective descendante. Le jeu a également mis en place un nouveau système de combat où, à l'instar d'autres jeux de rôle d'action, les joueurs peuvent contrôler directement des personnages jouables pour combattre des ennemis, contrairement aux jeux précédents qui n'envoyaient que des Yo-kai liés d'amitié au combat. Un groupe actif peut être formé avec jusqu'à 1 humain et 3 personnages Yo-kai et les joueurs peuvent basculer librement entre les personnages humains et Yo-kai pendant le combat. Les personnages Yo-kai du groupe qui ne sont pas contrôlés par le joueur se comporteront différemment au combat en fonction de leur personnalité, un système similaire au précédent jeux Yo-kai Watch. De plus, les personnages humains absorbent l'élément "Yo-ki" pendant la bataille pour la redistribution, soit pour attaquer les Yo-kai ennemis, soit pour soigner les membres du groupe. Quatre personnages de l'anime Yo-kai Watch Shadowside apparaissent également dans le jeu : Alizée Adams, son frère Nolan Adams, Bruno Arihoshi et Thomas Tsukinami.
Par rapport aux jeux précédents de la série, qui ont tous été publiés sur Nintendo 3DS, Yo-kai Watch 4 utilise le rendu 3D pour l'exploration du monde à Sakura New Town et les scènes de bataille. Pour faciliter la navigation, un Naviwoof (prenant l'apparence d'un chien fantomatique) conduit les joueurs à leur destination.

## Accueil
Yo-kai Watch 4 a été évalué positivement dans Famitsu, avec une note de 37/40. Le jeu Yo-kai Watch 4++ a reçu un score similaire positif de 36/40 dans Famitsu.